# 일반 적응 증후군
한스 셀리에(Hans Selye)는 스트레스에 대해서 일반 적응 증후군(General Adaptation Syndrome; GAS)를 언급한 바 있다. 여기서 일반(General)이란 스트레스는 생물체의 행동인 '생존과 번식'과 관련하여 광범위하고 일반적인 과정하에 놓여있다는 의미이며 적응(Adaptation)이란 스트레스 원인으로부터 신체가 이를 대처하게 하거나 수용하려한다는 의미이며, 증후(Syndrome)란 스트레스 결과에 의거해 어떤 반응이 일어난다는 의미이다.
스트레스를 경험하면 인체는 생리상 정상수준을 유지하고자 스트레스에 경계(alarm)하거나 스트레스에 저항(resistance)한다. 스트레스는 스트레스 자극에 반응해 평온한 상태(homeostasis)를 유지하려는 생리상 반응, 즉 ‘싸움-도주 반응(fight or flight)’의 과정이다.

## 탈진
|                                                                               |
| 스트레스 저항-1단계(경보,alarm),2단계(저항,resistance),3단계(탈진,exhaustion) |

여기서 주요한 현상은 탈진(exhaustion)이다. 탈진은 스트레스에대한 일반적인 과정인 경계(또는 경보)나 저항 보다도 더 광범위하고 지속적인 스트레스 상황에 장시간 노출됨으로써 신체적 에너지 고갈을 야기할뿐만아니라 심리적으로 정서적인 불안정한 상태에 취약하게 만들수있다는 점에서 매우 위협적이다.

## 같이 보기
- 부신수질